# Paul Bocuse
Paul Bocuse  (pronunțat [pɔl bocus]) (n. 11 februarie 1926, Collonges-au-Mont-d'Or, Rhône-Alpes, Franța – d. 20 ianuarie 2018, Collonges-au-Mont-d'Or, Auvergne-Rhône-Alpes, Franța) a fost un bucătar, expert în gastronomie și autor de cărți de bucate francez. 
El este cunoscut ca „Tatăl artei culinare din Franța”. A fost o legendă decenii în șir. Bocuse este considerat unul dintre ambasadorii gastronomiei franceze moderne, Nouvelle Cuisine, care spre deosebire de bucătăria franceză tradițională, pune accentul pe simplitate, un minimalism culinar dacă vreți, și pe prospețimea și calitatea ingredientelor. A câștigat titlul „The King Maker” (Creatorul de regi) pentru că toți studenții instruiți de el de-a lungul timpului, au devenit bucătari de top, la rândul lor.
În 1961, statul francez îi acordă numeroase distincții și titluri culminând cu „Legiunea de onoare”. Americanii îi recunosc, la rândul lor meritele, iar Institutul Culinar din America (Culinary Institute of America) îi acordă titlul de „Bucătarul secolului”. Este faimos pentru restaurantele sale de lux și în special pentru L’Auberge du Ponte de Collonges de lângă Lyon, în care timp de decenii și-a încântat oaspeții. A dedicat prima sa carte lui Fernand Point - reprezentant al bucătăriei tradiționale franceze, al cărui ucenic a fost.

## Premii
(selectiv)
- 1961: Meilleur Ouvrier de France
- din 1965: 3 Stele în Guide Michelin[13]
- 1975: I se acordă Legiunea de Onoare
- 1989: Bucătarul secolului – Gault-Millau
- 1992: Verdienstkreuz 1. Klasse a Republicii Federale Germania pentru activitatea sa de pionierat în gastronomia germană

## Galerie de imagini

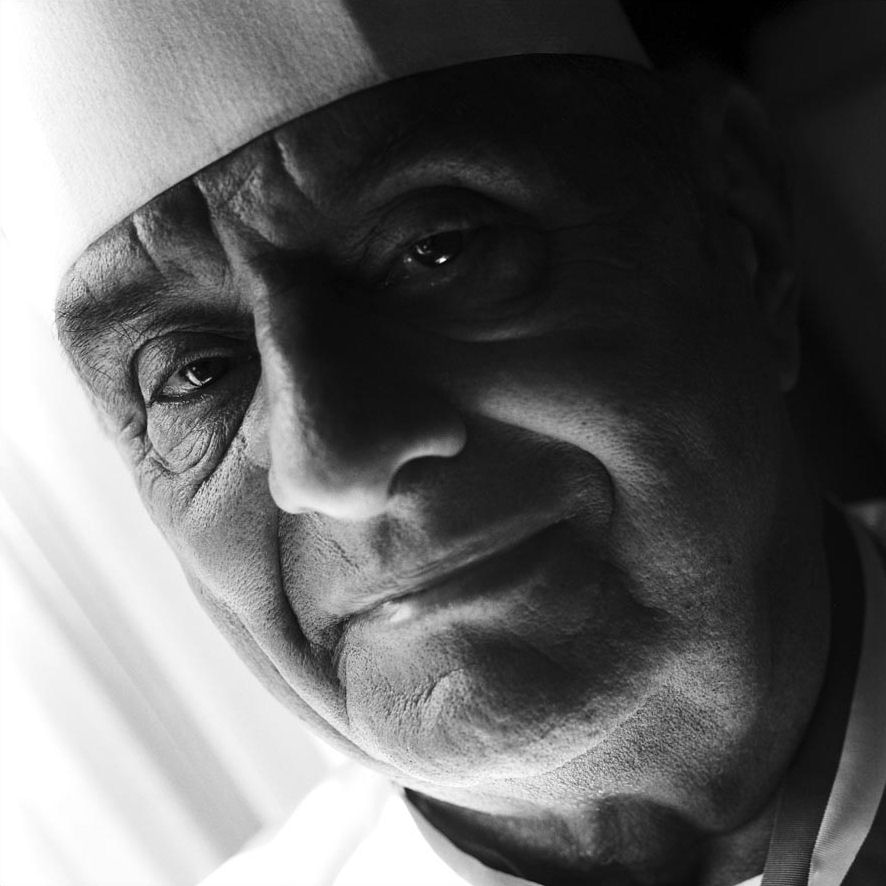
Paul Bocuse în 2007
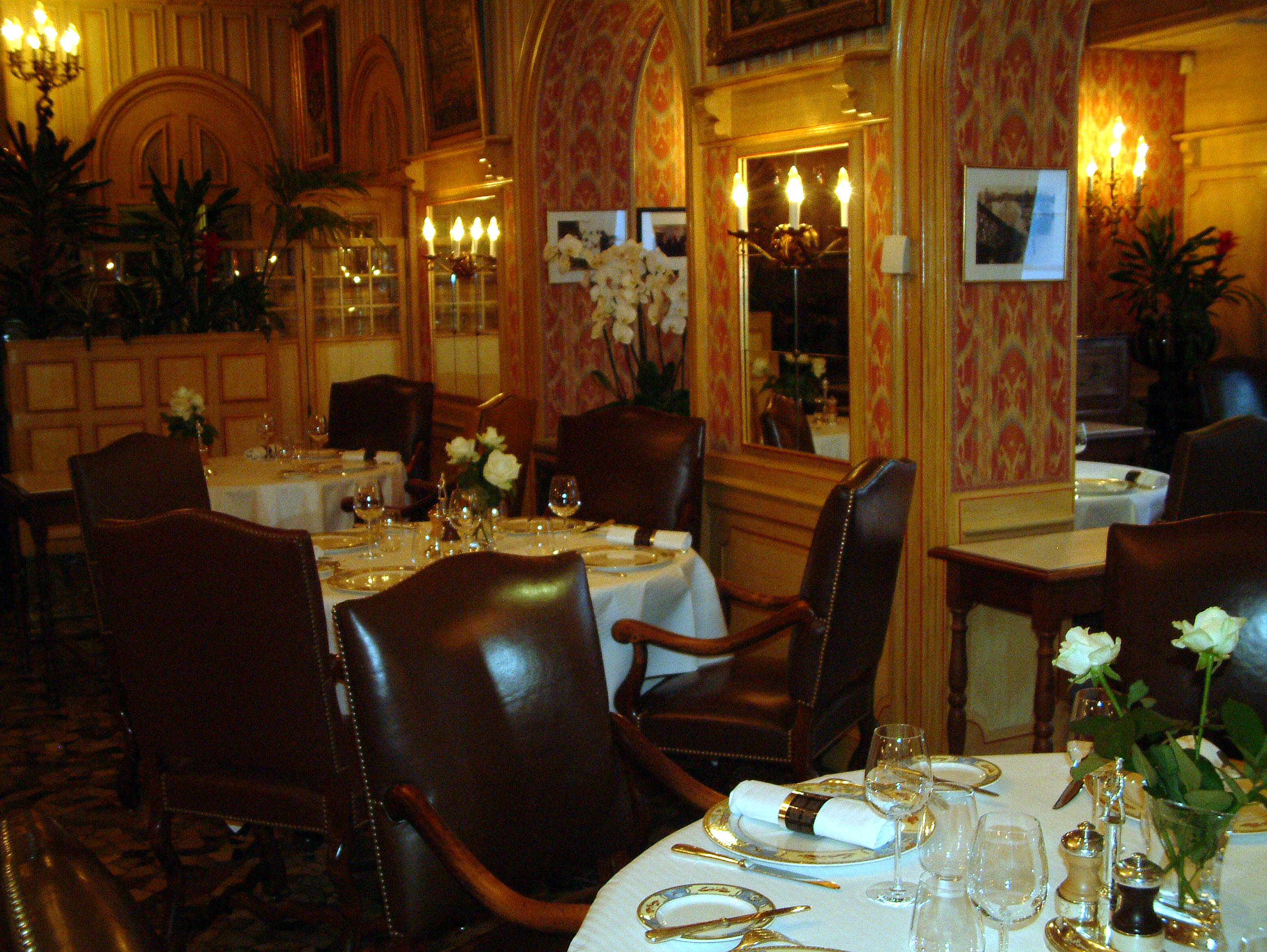
Restaurant, august 2013
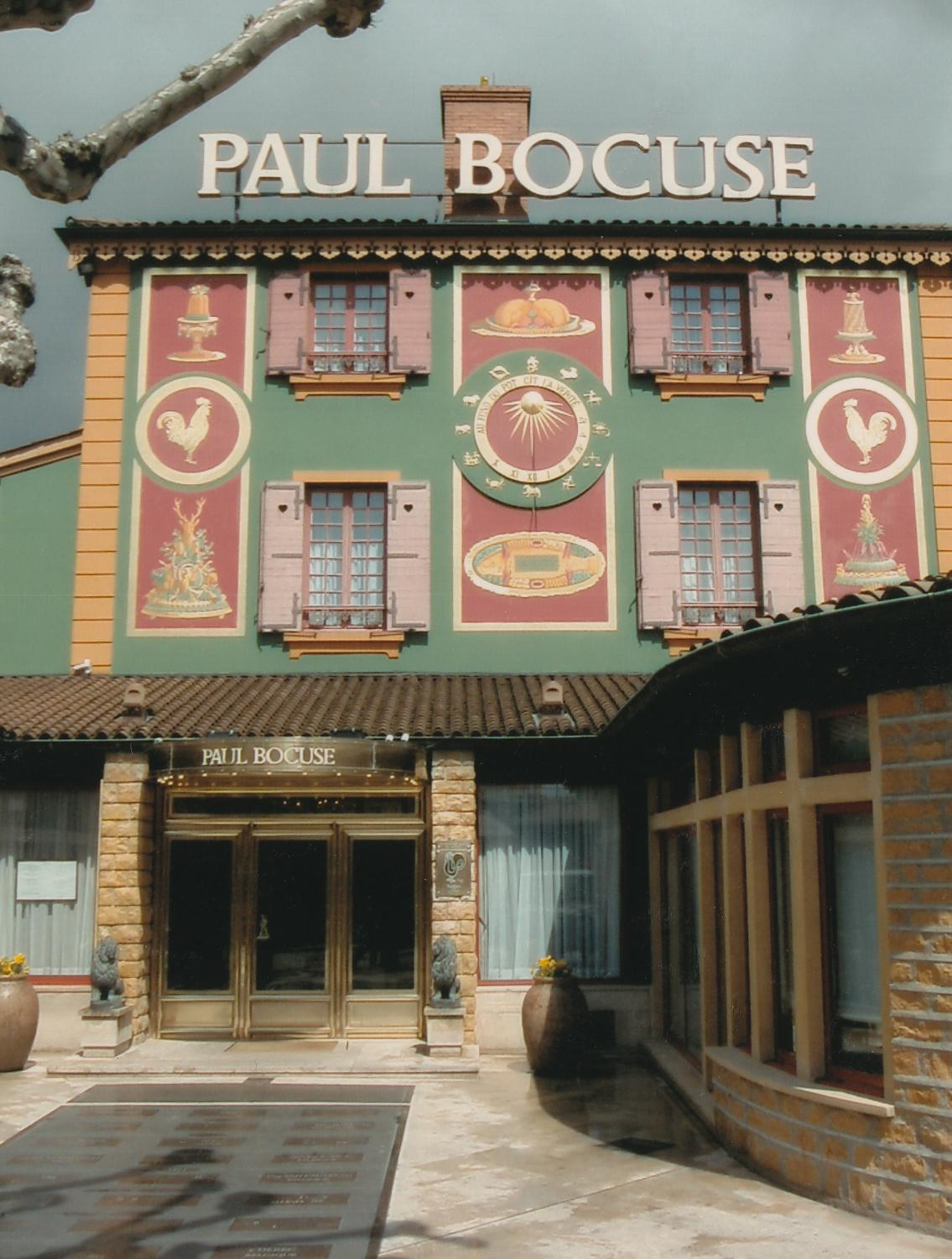
Restaurantul L’Auberge du Pont de Collonges
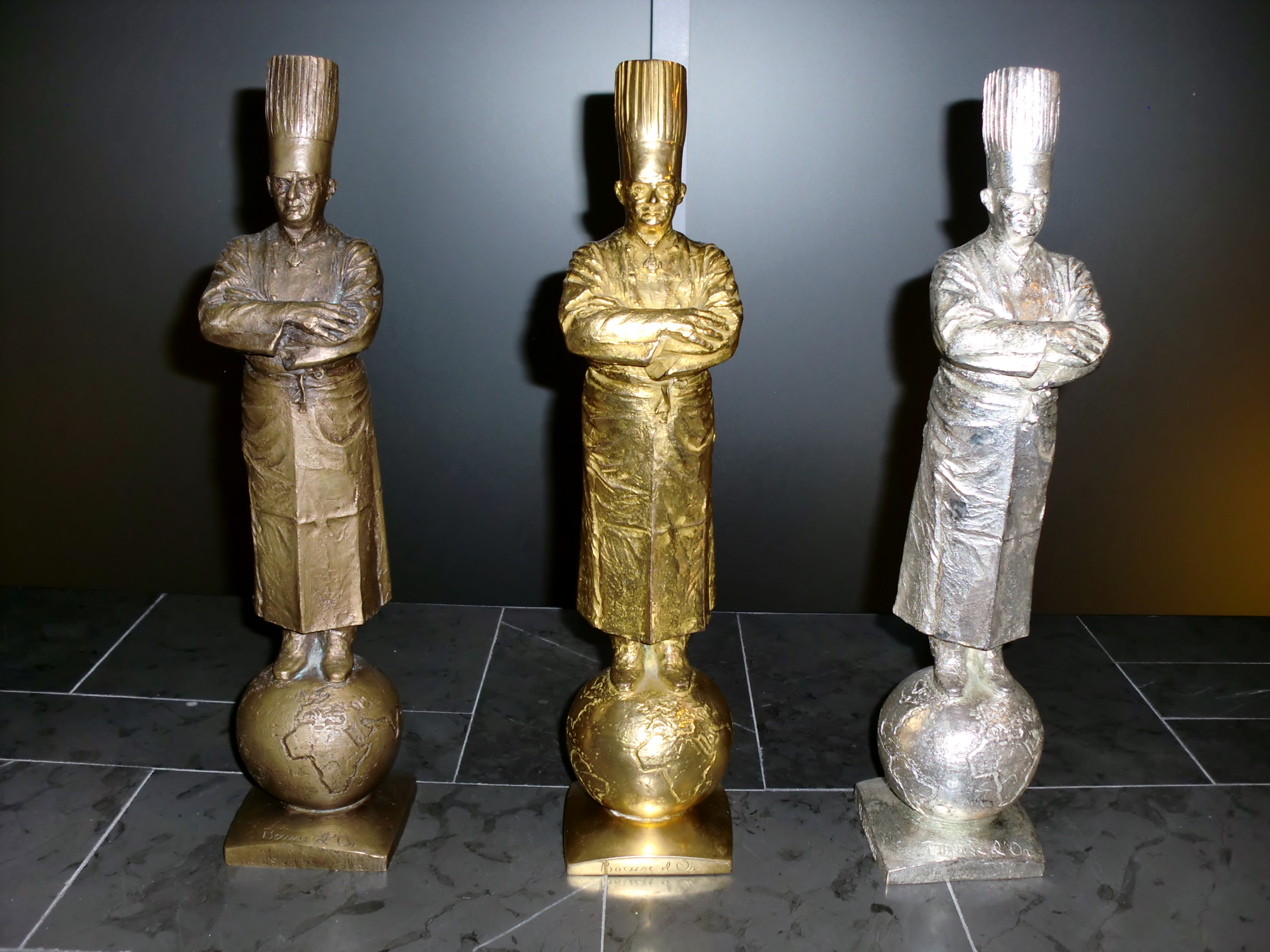
Trofeele Bocuse d’Or